# Saint-Pancrace (Savoie)
Saint-Pancrace is een gemeente in het Franse departement Savoie (regio Auvergne-Rhône-Alpes) en telt 279 inwoners (2005). De plaats maakt deel uit van het arrondissement Saint-Jean-de-Maurienne.
In de gemeente ligt het skidorp Les Bottières op ongeveer 1300 meter hoogte.

## Geografie
De oppervlakte van Saint-Pancrace bedraagt 5,7 km², de bevolkingsdichtheid is 48,9 inwoners per km².
De onderstaande kaart toont de ligging van Saint-Pancrace (Savoie) met de belangrijkste infrastructuur en aangrenzende gemeenten.

## Demografie
Onderstaande figuur toont het verloop van het inwonertal (bron: INSEE-tellingen).